# Produkt (teorie kategorií)
Produkt nebo součin (česká terminologie není jednotná, někteří autoři používají termín produkt, jiní součin) dvou (nebo více) objektů v kategorii je pojem v teorii kategorií navržený tak, aby zachycoval základy konstrukcí v jiných oblastech matematiky např. kartézský součin množin, přímý produkt grup nebo okruhů, a produkt topologických prostorů. V zásadě je produkt rodiny objektů „nejobecnější“ objekt, který připouští morfismus do každého z daných objektů.

## Definice

### Produkt dvou objektů
Nechť {\displaystyle {\mathcal {C}}} je pevná kategorie. Nechť {\displaystyle X_{1}} a {\displaystyle X_{2}} jsou objekty kategorie {\displaystyle {\mathcal {C}}.} Produkt objektů {\displaystyle X_{1}} a {\displaystyle X_{2}} je objekt {\displaystyle X,} typicky značený {\displaystyle X_{1}\times X_{2},} opatřený dvojicí morfismů {\displaystyle \pi _{1}:X\to X_{1},} {\displaystyle \pi _{2}:X\to X_{2},} které splňují následující univerzální vlastnost:
- Pro každý objekt {\displaystyle Y} a každou dvojici morfismů {\displaystyle f_{1}:Y\to X_{1},} {\displaystyle f_{2}:Y\to X_{2}} existuje jediný morfismus {\displaystyle f:Y\to X_{1}\times X_{2}} takový, že následující diagram komutuje:
Univerzální vlastnost produktu

Existence produktu může záviset na {\displaystyle {\mathcal {C}}} nebo na {\displaystyle X_{1}} a {\displaystyle X_{2}.} Pokud však existuje, je díky univerzální vlastnosti unikátní až na kanonický izomorfismus, takže můžeme mluvit o jediném produktu. To znamená, že pokud {\displaystyle X',\pi _{1}',\pi _{2}'} je jiný produkt, pak existuje jediný izomorfismus {\displaystyle h:X'\to X_{1}\times X_{2}} takový, že {\displaystyle \pi _{1}'=\pi _{1}\circ h} a {\displaystyle \pi _{2}'=\pi _{2}\circ h}.
Morfismy {\displaystyle \pi _{1}} a {\displaystyle \pi _{2}} se nazývají kanonické projekce nebo projekční morfismy a obvykle se značí {\displaystyle \pi }. Pro dané {\displaystyle Y,} {\displaystyle f_{1}} a {\displaystyle f_{2},} se pak jediný morfismus {\displaystyle f} nazývá produkt morfismů {\displaystyle f_{1}} a {\displaystyle f_{2}} a značí se {\displaystyle \langle f_{1},f_{2}\rangle .}

### Produkt libovolné rodiny
Místo dvou objektů můžeme pracovat s libovolnou rodinou objektů indexovaných množinou {\displaystyle I.}
Je-li dána rodina {\displaystyle \left(X_{i}\right)_{i\in I}} objektů, produkt rodiny je objekt {\displaystyle X} opatřený morfismy {\displaystyle \pi _{i}:X\to X_{i},} splňující následující univerzální vlastnost:
- Pro každý objekt {\displaystyle Y} a každou rodinu morfismů indexovaných množinou {\displaystyle I} {\displaystyle f_{i}:Y\to X_{i}} existuje jediný morfismus {\displaystyle f:Y\to X} takový, že následující diagramy komutuje pro všechna {\displaystyle i\in I:}
Univerzální produkt produktu

Produkt se značí {\displaystyle \prod _{i\in I}X_{i}.} Pokud {\displaystyle I=\{1,\ldots ,n\},} pak lze psát {\displaystyle X_{1}\times \cdots \times X_{n}} a produkt morfismů se značí {\displaystyle \langle f_{1},\ldots ,f_{n}\rangle .}

### Definice pomocí rovnic
Produkt může být také definován pomocí rovnic. Například binární produkt:
- Existence {\displaystyle f} je zaručena existencí operace {\displaystyle \langle \cdot ,\cdot \rangle .}
- Komutativita výše uvedených diagramů je zaručena rovností: pro všechny {\displaystyle f_{1},f_{2}} a všechna {\displaystyle i\in \{1,2\},} {\displaystyle \pi _{i}\circ \left\langle f_{1},f_{2}\right\rangle =f_{i}}
- Jednoznačnost {\displaystyle f} je zaručena rovností: pro všechna {\displaystyle g:Y\to X_{1}\times X_{2},} {\displaystyle \left\langle \pi _{1}\circ g,\pi _{2}\circ g\right\rangle =g.}[1]

### Jako limita
Produkt je zvláštním případem limity. Můžeme to chápat tak, že jako diagram potřebný pro definici limity použijeme diskrétní kategorii (rodinu objektů bez morfismů kromě morfismů identity). Diskrétní objekty poslouží jako index komponent a projekcí. Budeme-li tento diagram považovat za funktor, jedná se o funktor z indexové množiny {\displaystyle I} považované za diskrétní kategorii. Definice produktu se pak shoduje s definicí limity, {\displaystyle \{f\}_{i}} je kužel a projekce jsou limity (= limitní kužel).

### Univerzální vlastnost
Stejně jako limita je produkt speciálním případem univerzální konstrukce. Vyjdeme-li z definice uvedené pro univerzální vlastnost limit, vezmeme {\displaystyle \mathbf {J} } jako diskrétní kategorii se dvěma objekty, takže {\displaystyle \mathbf {C} ^{\mathbf {J} }} je jednoduše produktová kategorie {\displaystyle \mathbf {C} \times \mathbf {C} .} Diagonální funktor {\displaystyle \Delta :\mathbf {C} \to \mathbf {C} \times \mathbf {C} } přiřadí každému objektu {\displaystyle X} uspořádanou dvojici {\displaystyle (X,X)} a každému morfismu {\displaystyle f} dvojici {\displaystyle (f,f).} Produkt {\displaystyle X_{1}\times X_{2}} v {\displaystyle C} popisuje vztah univerzálního morfismu z funktoru {\displaystyle \Delta } na objekt {\displaystyle \left(X_{1},X_{2}\right)} v {\displaystyle \mathbf {C} \times \mathbf {C} .} Tento univerzální morfismus sestává z objektu {\displaystyle X} kategorie {\displaystyle C} a morfismu {\displaystyle (X,X)\to \left(X_{1},X_{2}\right),} který obsahuje projekce.

## Příklady
V kategorii množin Set je produkt (ve smyslu teorie kategorií) kartézský součin. Je-li dán systém množin {\displaystyle X_{i},} produkt se definuje jako
{\displaystyle \prod _{i\in I}X_{i}:=\left\{\left(x_{i}\right)_{i\in I}:x_{i}\in X_{i}{\text{ pro }}i\in I\right\}}
s kanonickými projekcemi
{\displaystyle \pi _{j}:\prod _{i\in I}X_{i}\to X_{j},\quad \pi _{j}\left(\left(x_{i}\right)_{i\in I}\right):=x_{j}.}

Je-li dána libovolná množina {\displaystyle Y} s rodinou funkcí {\displaystyle f_{i}:Y\to X_{i},}
pak univerzální šipka {\displaystyle f:Y\to \prod _{i\in I}X_{i}} je definována vztahem {\displaystyle f(y):=\left(f_{i}(y)\right)_{i\in I}.}
Další příklady:
- V kategorii topologických prostorů je produkt prostor, jehož podkladovou množinou je kartézský součin a který nese produktovou topologii. Produktová topologie je nejhrubější topologie, pro níž jsou všechny projekce spojité.
- V kategorii modulů nad nějakým okruhem {\displaystyle R} je produkt kartézský součin se sčítáním definovaným po složkách a distributivním násobením.
- V kategorii grup je produkt direktní produkt grup daný kartézským součinem s násobením definovaným po složkách.
- V kategorii grafů je produkt tenzorový produkt grafů.
- V kategorii relací popisuje produkt vztah disjunktního sjednocení. (Toto může vypadat překvapivé, protože kategorie množin je podkategorií kategorie relací.)
- V kategorii algebraických variet je produkt dán Segreho vložením.
- V kategorii semi-abelovských monoidů je produkt dán monoidem historie.
- V kategorii Banachových prostorů a krátkých zobrazení, produkt nese l∞ normu.[2]
- Uspořádanou množinu lze považovat za kategorii, v níž je morfismem relace uspořádání. V tomto případě produkty odpovídají největší spodní mezi (průsek) a koprodukty nejmenší horní mezi (spojení).

## Diskuze
Příklad kategorie, ve které produkt neexistuje: v kategorii komutativních těles produkt {\displaystyle \mathbb {Q} \times F_{p}} neexistuje, protože neexistuje žádné těleso s homomorfismy do {\displaystyle \mathbb {Q} } i do {\displaystyle F_{p}.}
Jiný příklad: prázdný produkt (tj. {\displaystyle I} je prázdná množina) je totéž jako terminální objekt, a některé kategorie, např. kategorie nekonečných grup, terminální objekt nemají: je-li dána libovolná nekonečná grupa {\displaystyle G,} existuje nekonečně mnoho morfismů {\displaystyle \mathbb {Z} \to G,} takže {\displaystyle G} nemůže být terminální.
Pokud {\displaystyle I} je množina taková, že všechny produkty pro rodiny indexované {\displaystyle I} existují, pak můžeme každý produkt považovat za funktor {\displaystyle \mathbf {C} ^{I}\to \mathbf {C} .} Jak tento funktor převádí objekty je zjevné. Zobrazení morfismů patrné není, protože výše definovaný produkt morfismů nesedí. Nejdříve uvažujme funktor binárního produktu, který je bifunktorem. Pro {\displaystyle f_{1}:X_{1}\to Y_{1},f_{2}:X_{2}\to Y_{2}} musíme najít morfismus {\displaystyle X_{1}\times X_{2}\to Y_{1}\times Y_{2}.} Zvolíme {\displaystyle \left\langle f_{1}\circ \pi _{1},f_{2}\circ \pi _{2}\right\rangle .} Tato operace na morfismech se nazývá kartézský součin morfismů. Potom uvažujme funktor obecného produktu. Pro rodiny {\displaystyle \left\{X\right\}_{i},\left\{Y\right\}_{i},f_{i}:X_{i}\to Y_{i}} musíme najít morfismus {\displaystyle \prod _{i\in I}X_{i}\to \prod _{i\in I}Y_{i}.} Zvolíme produkt morfismů {\displaystyle \left\{f_{i}\circ \pi _{i}\right\}_{i}.}
Kategorie, v níž každá konečná množina objektů má produkt, se někdy nazývá kartézská kategorie
(někteří autoři však používají tento název pro „kategorii se všemi konečnými limitami“).
Produkt je asociativní. Předpokládejme, že {\displaystyle {\mathcal {C}}} je kartézské kategorie, produktové funktory byly zvoleny jako výše, a {\displaystyle 1} označuje terminální objekt kategorie {\displaystyle {\mathcal {C}}.} Pak máme přirozené izomorfismy
{\displaystyle X\times (Y\times Z)\simeq (X\times Y)\times Z\simeq X\times Y\times Z,}
{\displaystyle X\times 1\simeq 1\times X\simeq X,}
{\displaystyle X\times Y\simeq Y\times X.}
Tyto vlastnosti jsou formálně podobné vlastnostem komutativního monoidu; kartézská kategorie s konečnými produkty je příkladem symetrické monoidální kategorie.

## Distributivita
Pro libovolné objekty {\displaystyle X,Y,Z} kategorie s konečnými produkty a koprodukty existuje kanonický morfismus {\displaystyle X\times Y+X\times Z\to X\times (Y+Z),} kde symbol plus zde označuje koprodukt. Je to zřejmé, pokud si všimneme, že univerzální vlastnost koproduktu {\displaystyle X\times Y+X\times Z} zaručuje existenci unikátních šipek, které vyhovují následujícímu diagramu (indukované šipky jsou čárkované):
Univerzální vlastnost produktu {\displaystyle X\times (Y+Z)} pak zaručuje jediný morfismus {\displaystyle X\times Y+X\times Z\to X\times (Y+Z)} indukovaný čárkovanými šipkami v tomto diagramu. Distributivní kategorie je taková kategorie, ve které je tento morfismus izomorfismem. V distributivní kategorii tedy existuje kanonický izomorfismus
{\displaystyle X\times (Y+Z)\simeq (X\times Y)+(X\times Z).}